# Столбовая (река, впадает в Озерной залив)
Столбовая (в верховье Ветловая, Правая Ветловая) — река на полуострове Камчатка в России. Длина реки — 93 км. Площадь водосборного бассейна — 1110 км².
Протекает по территории Усть-Камчатского района Камчатского края. Впадает в Тихий океан.
Названа казаками в начале XVIII века по трём рифам близ устья, возвышающихся из воды и издали похожих на каменные столбы. Местное ительменское название реки — Унагкыг. Вдоль реки проходил древний прямой путь от побережья Озерного залива к устью реки Камчатки.

## Притоки
Объекты перечислены по порядку от устья к истоку.
- 3 км: Ключ Пивной
- 8 км: Семожная
- 13 км: Тундровка
- 15 км: Керганский
- 26 км: Извилистая
- 51 км: Бекеш
- 52 км: Левая Ветловая
- 64 км: река без названия
- 73 км: река без названия
- 74 км: река без названия
- 75 км: река без названия

По данным государственного водного реестра России относится к Анадыро-Колымскому бассейновому округу.